# يوديد القصدير الرباعي
 يوديد القصدير الرباعي مركب كيميائي له الصيغة SnI4، ويكون على شكل بلورات حمراء برتقالية.

## الخواص
يتفاعل يوديد القصدير الرباعي مع الماء عند التماس معه (تفاعل حلمهة)، وفي محاليل مائية من حمض الهيدرويوديك يشكل يوديد القصدير معقد سداسي اليوديد:
SnI4  +  2 I−  →   [SnI6]2−

## التحضير
يحضر يوديد القصدير الرباعي من التفاعل المباشر لعنصري اليود والقصدير  كما في المعادلة:
Sn + 2 I2 → SnI4

## الاستخدامات
يستخدم يوديد القصدير الرباعي في المختبرات الكيميائية كمادة معيارية لتوضيح تفاعلات أكسدة-اختزال، حيث يختزل إلى يوديد القصدير الثنائي.

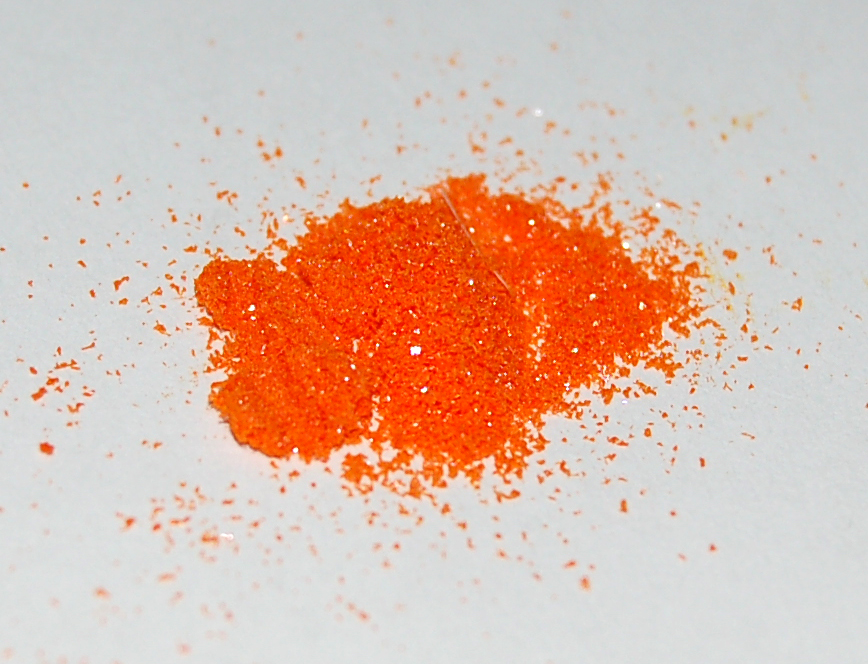
عينة من يوديد القصدير الرباعي

## وصلات خارجية
- طريقة تحضير يوديد القصدير الرباعي